# Acareosperma
Acareosperma – rodzaj roślin z rodziny winoroślowatych (Vitaceae). Jest to takson monotypowy obejmujący tylko gatunek Acareosperma spireanum Gagnep. występujący w południowo-wschodniej Azji.